# Michael Cunningham
Michael Cunningham (Cincinnati, Ohio, 6 de novembre de 1952) és un novel·lista, guionista i professor estatunidenc, guanyador del Premi Pulitzer el 1999.

## Biografia
Va créixer a Pasadena, Califòrnia. Va estudiar literatura anglesa a la Universitat Stanford i, més tard, a la Universitat d'Iowa i al Iowa Writers' Workshop. Mentre estudiava a Iowa, va començar a publicar relats a l'Atlantic Monthly i al The Paris Review.
El 1999 va aconseguir fama internacional amb la seva obra The Hours, amb la qual va guanyar els premis Pulitzer, PEN/Faulkner i Stonewall Book, i de la qual se'n va fer una versió cinematogràfica el 2002, dirigida per Stephen Daldry i protagonitzada per Meryl Streep, Julianne Moore i Nicole Kidman.
Encara que Cunningham és obertament gai, no li agrada que se l'etiqueti com a "escriptor homosexual", d'acord amb un article de PlanetOut, per la raó que, tot i que el fet de ser gai ha influït de manera clara en les seves obres, considera que aquesta és una etiqueta massa reduccionista.
Actualment, és professor d'escriptura creativa en la Universitat Yale.

## Obres

### Novel·la
- 1984 Golden States
- 1990 A Home at the End of the World
- 1995 Flesh and Blood
- 1998 The Hours, premis Pulitzer, PEN/Faulkner i Stonewall Book
- 2005 Specimen Days
- 2010 By Nightfall
- 2014 The Snow Queen

### Narrativa curta
- 2015 A Wild Swan and Other Tales

### Guió
- 2004 A Home at the End of the World
- 2007 Evening

### Assaig
- 2002 Land's End: A Walk in Provincetown